# شعر أسود

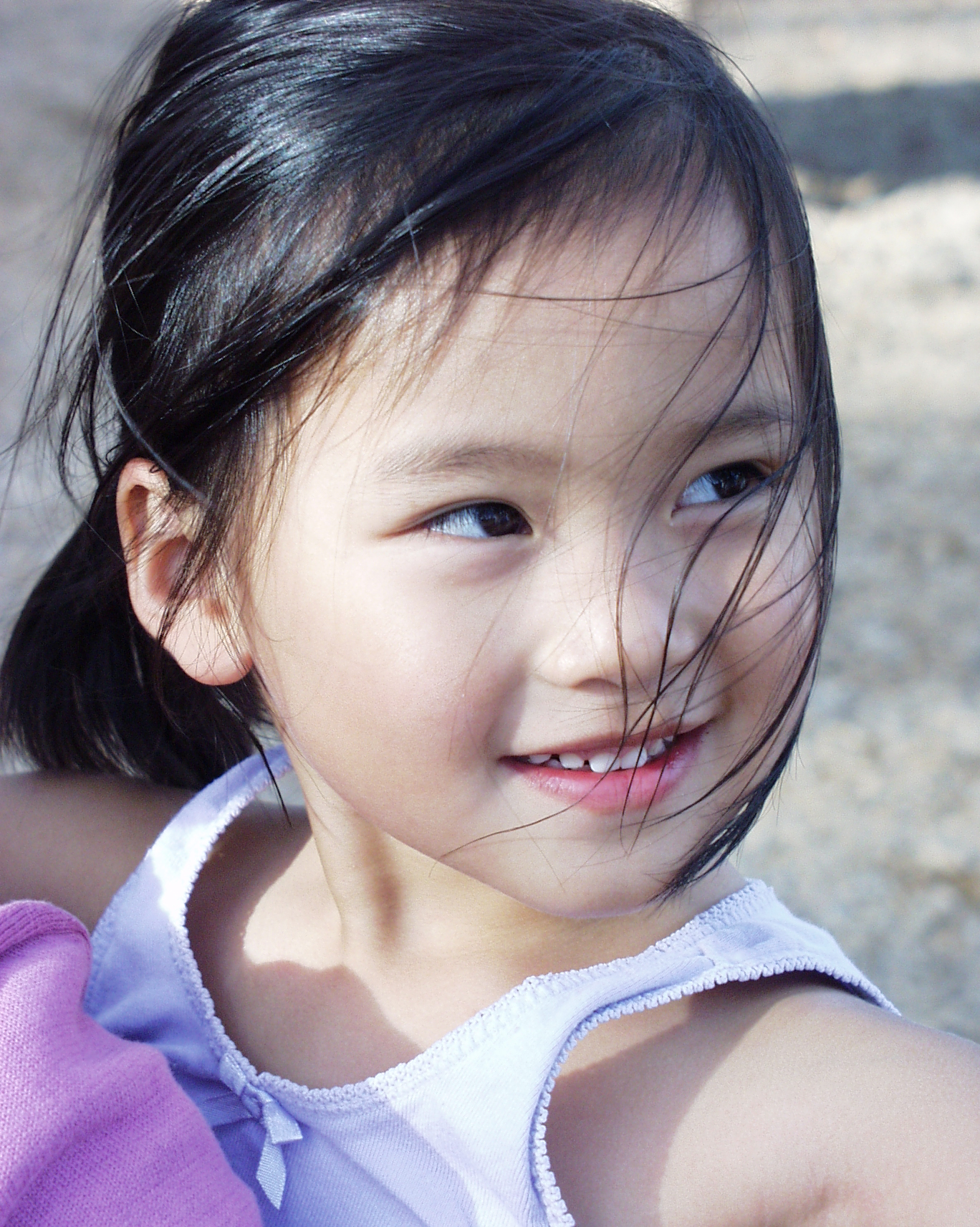
طفلة سوداء الشعر

شعر أسود هو الأظلم والأكثر شيوعا من جميع ألوان الشعر في الإنسان على الصعيد العالمي. بل هو سمة وراثية مهيمنة، وجدت في الناس من جميع الخلفيات والأعراق. لديها كميات كبيرة من الميلانين وأقل كثافة من ألوان الشعر الأخرى. البني أحيانا مظلمة جدا (بني مسود) الشعر هو مخطئ للأسود. في اللغة الإنجليزية، يوصف أحيانا شعر أسود بأنه «ناعم أسود»، «الغراب الأسود»، أو «النفاثة السوداء». مجموعة من ألوان البشرة المرتبطة شعر أسود واسع، بدءا من أشحب من لون البشرة الخفيفة إلى البشرة الداكنة. البشر ذو الشعر الأسود يمكن أن يكون لديهم عيون غامقة أو فاتحة اللون.